# マティアス・ゲオルク・モン
マティアス・ゲオルク・モン（Matthias Georg Monn, マン Mannとも, 1717年4月9日 ウィーン - 1750年10月3日 ウィーン）は、オーストリアの作曲家、オルガニスト、音楽教師。音楽史におけるバロックから古典派への移行に適応した作風を特徴とした。
モンはゲオルク・クリストフ・ヴァーゲンザイルやヨーゼフ・シュタルツァーらと共にウィーン前古典派に属している。この楽派に属する作曲家は今日では名前のみが知られているというようなことがほとんどであるが、彼が交響曲に第二主題を導入するのに成功したことは、50年後に興るウィーン古典派において重要な条件となった。

## 生涯
モンの生涯については、その音楽観念に比べてあまり知られていない。彼のオルガニストとしての地位のみが知られており、最初はウィーン近郊のクロスターノイブルクでオルガニストを務めていた。その後、ニーダーエスターライヒ州のメルクや、ウィーン市4区にあるカールス教会などでも同様の地位に任命されていた。モンは33歳の若さで他界している。
マティアス・ゲオルク・モンの弟のヨハン・クリストフ・モン（1726年 - 1782年）も作曲家であり、彼の作品がマティアス・ゲオルクの作品と混同されることがある。

## バロックから古典派へ
ヴァーゲンザイルやレオポルト・モーツァルトといった同時代人とともに、モンはオーストリアの作曲家たちによる楽派を作り上げた。この楽派の作曲家たちはいずれもJ.S.バッハやヨハン・ヨーゼフ・フックスが実践した対位法の原理を学んだが、同時にバロックの形式から、より緩やかで優美なギャラント様式への転換を迫られてもいた。さらに、彼らは第二主題や展開部などの拡大によって、ソナタ形式を一新したのである。後に、ミヒャエルとヨーゼフのハイドン兄弟が、これらの概念を頂点へ到達させることとなる。

## 作品
マティアス・ゲオルク・モンの作品としては、16曲の交響曲、四重奏曲、ソナタ、ミサ曲およびヴァイオリンや鍵盤楽器のための音楽などがある。
チェロ協奏曲ト短調は多くの録音が存在し、例えばジャクリーヌ・デュ・プレやジャン・ワンなどによるものがある。アルノルト・シェーンベルクがこの曲の校訂（通奏低音のリアライゼーション）を行い、伴奏オーケストラをピアノに置き換えた編曲版を残した。なおシェーンベルクはモンの作品を他にもいくつか校訂している。
モンのチェンバロ協奏曲ニ長調は、シェーンベルクによってチェロ協奏曲に編曲され、パブロ・カザルスへ献呈された（ただしカザルスは演奏しなかった）。前述したト短調のチェロ協奏曲の場合と異なり、シェーンベルクは、こちらのニ長調の協奏曲には自由な編曲を施している。モン/シェーンベルクのチェロ協奏曲ニ長調は、ヨーヨー・マやハインリヒ・シフなどによる録音がある。

### 作品一覧
- 交響曲ト長調 Symphony in G major
- 交響曲ロ長調 Symphony in B major
- 交響曲ヘ長調 Symphony in F major
- 四重奏曲変ロ長調 Quartet in B major
- チェロ協奏曲ト短調 Cello concerto in G minor （シェーンベルクによるピアノ伴奏編曲版がある）
- チェンバロ協奏曲ニ長調 Harpsichord concerto in D major （シェーンベルクによってチェロ協奏曲ニ長調へと編曲された）
- チェンバロ協奏曲ト短調 Harpsichord concerto in G minor（チェロ協奏曲ト短調と同曲）
- ソナタ ト短調 Sonata in G minor